# Pseudotorymus acythopeusi
Pseudotorymus acythopeusi is een vliesvleugelig insect uit de familie Torymidae. De wetenschappelijke naam is voor het eerst geldig gepubliceerd in 1951 door Jean Risbec.